# Die Abenteuer von Tom Sawyer und Huckleberry Finn
Die Abenteuer von Tom Sawyer und Huckleberry Finn (Originaltitel: Huckleberry Finn and His Friends) ist eine Fernsehserie, die 1979 nach den Buchvorlagen Die Abenteuer des Tom Sawyer und Die Abenteuer des Huckleberry Finn von Mark Twain in einer deutsch-kanadischen Co-Produktion entstand. Für die Produktion verantwortlich waren die Madison Prod. Vancouver und die Wagner-Hallig Film GmbH. Regie führten Jack B. Hiveley, Michael Berry, Ken Jubenvill und Don S. Williams.
Die deutsche Erstausstrahlung begann am 15. November 1980 im Ersten. Die Serie ist auch auf DVD erschienen.

## Handlung
In St. Petersburg, einer fiktiven Kleinstadt am Mississippi in den USA des 19. Jahrhunderts, sind die beiden Jungen Tom Sawyer und Huckleberry Finn zu Hause. Huck Finn, der kein Zuhause hat, wurde von seinem Vater verlassen und lebt seither in einer Tonne am Rande der Stadt. Tom, stadtbekannter Lausejunge und Raufbold, dagegen lebt unter der strengen Regentschaft seiner Tante Polly, mit seinem lebhaften und strebhaften Bruder Sid, der ihn mehr als einmal bei der Tante anschwärzt. Es vergeht kaum ein Tag, an dem Huck und Tom nicht irgendwelche Streiche aushecken. Meistens kommen dem fantasiereichen Tom, der Bücher über Abenteurer, Piraten und tapfere Helden verschlingt, die unglaublichsten Ideen, von denen Huck sich immer wieder mitreißen lässt.
Einmal beschließen sie gemeinsam mit Joe Harper auf die kleine Insel, die vor St. Petersburg liegt, zu gehen und von dort aus ihre Karriere als wilde Piraten zu starten. Ein anderes Mal gründen sie eine vornehme Räuberbande, die zum Ziel hat, die Reichen zu bestehlen.
An Einfallsreichtum mangelt es ihnen selten. Diesen benötigt gerade Tom immer wieder, wenn er beispielsweise nach einer Schlägerei mit einem anderen Jungen von Tante Polly dazu verdonnert wird, den Zaun vor dem Haus zu streichen. Solch ein Problem löst er damit, dass er sämtliche Jungen der Stadt davon überzeugt, welche Ehre es doch sei, einen solch schönen Zaun streichen zu dürfen, und sie es dann auch tatsächlich bewerkstelligen.
Ein weiterer Höhepunkt im Leben von Tom, eigentlich Thomas Sawyer, ist die Ankunft von Richter Thatchers Nichte Becky in St. Petersburg, in die sich Tom verliebt. Becky stimmt sogar einer Verlobung mit Tom zu und dieser ist überglücklich. Doch die Verlobungszeremonie endet für Tom im Desaster, als er unvorsichtig von seiner Verlobung mit Amy Lawrence erzählt.
Für die beiden abenteuerlustigen Jungen wird es kurze Zeit später brenzlig, denn sie geraten in höchste Gefahr, als sie nachts Zeuge des Mordes am Doktor der Stadt auf dem Friedhof werden. Obwohl unschuldig, wird Muff Potter, ein einfacher, naiver Bewohner St. Petersburgs, vor Gericht gestellt. Bei der anschließenden Gerichtsverhandlung aber überwinden die beiden Freunde ihre Angst und sorgen dafür, dass Potter freigesprochen wird. Doch müssen sie nun die Rache des tatsächlichen Täters, Indianer Joe, fürchten.
Auch als Schatzsucher betätigen sich die beiden und werden sogar fündig. Mehrere Tausend Dollar in einer Kiste können sie sicherstellen. Davon, und dass fortan die Witwe Douglas sich um Huck Finn kümmert, erfährt der brutale und mittellose Vater Hucks, Pap Finn. Er entführt seinen Sohn und verlangt dessen Geld. Huck Finn kann aber entkommen, legt Spuren, die auf einen Mord durch seinen Vater schließen lassen und flüchtet auf die Insel, wo er bald darauf Jim, den schwarzen Sklaven der Witwe Douglas, und Miss Watsons antrifft.
Beide begeben sich auf eine Reise, mit einem Floß den Mississippi entlang in Richtung Cairo, wo es keine Sklaverei gibt. Auf dieser Fahrt müssen sie zahlreiche Abenteuer überstehen, bis sie auf zwei Betrüger stoßen, die Jim ausliefern. Verzweifelt sucht Huck Finn nach seinem Freund und landet dabei auf der Farm von Silas und Sally Phelps, niemand anderem als einem Onkel und einer Tante von Tom Sawyer, der auch bald dort eintrifft, und die Jim gefangen halten. Gemeinsam starten sie eine Befreiungsaktion für Jim, die eigentlich gar nicht mehr nötig ist: Miss Watson, inzwischen verstorben, hatte in ihrem Testament Jim die Freiheit geschenkt.